# Ураїм (селище)
Ураїм (рос. Ураим) — селище у Нязепетровському районі Челябінської області Російської Федерації.
Входить до складу муніципального утворення Нязепетровське міське поселення. Населення становить 10 осіб (2010).

## Історія
Населений пункт розташований на історичних землях башкирів. Від 1923 року належить до Нязепетровського району Челябінської області.
Згідно із законом від 13 вересня 2004 року органом місцевого самоврядування є Нязепетровське міське поселення.

## Населення
| 2002 | 2010 |
| ---- | ---- |
| 74   | ↘10  |